# Freek Ox
Frederik (Freek) Johannes Marcus Ox (Amsterdam, 3 mei 1920 - aldaar, 15 juli 1944) was tijdens de Tweede Wereldoorlog een verzetsman. Hij nam onder meer deel aan het gewapend verzet en kwam hierbij om. 

## Biografie
Ox was leerling-ijzerwerker bij de Nederlandsche Dok en Scheepsbouw Maatschappij.
Hij verspreidde begin 1941 onder collega's pamfletten en riep hen op deel te nemen aan de Februaristaking van 1941. Daarna was hij als ondergedoken communist actief als medewerker van de illegale krant De Waarheid. Ook was hij (eerst in een Mil-groep, daarna in R.V.V-verband) in Amsterdam, Leiden en Almelo betrokken bij diverse verzetsactiviteiten waaronder het liquideren van Sipo-informanten.
Bij een liquidatiepoging op een Duitse Sipo-officier werd hij op 15 juli 1944 gearresteerd. Daarna werd hij, tijdens een vluchtpoging, door een wacht van het Sipo-hoofdkwartier doodgeschoten. Het stoffelijk overschot van Ox werd op 18 juli 1944 gecremeerd.

## Herdenking
In de Amsterdamse Gerrit van der Veenstraat werd in juli 1945 een plaquette ter nagedachtenis aan Freek Ox en Ferdinand Ploeger aangebracht. In diezelfde plaats is in 1953 ter nagedachtenis een straat naar hem vernoemd, de Freek Oxstraat.

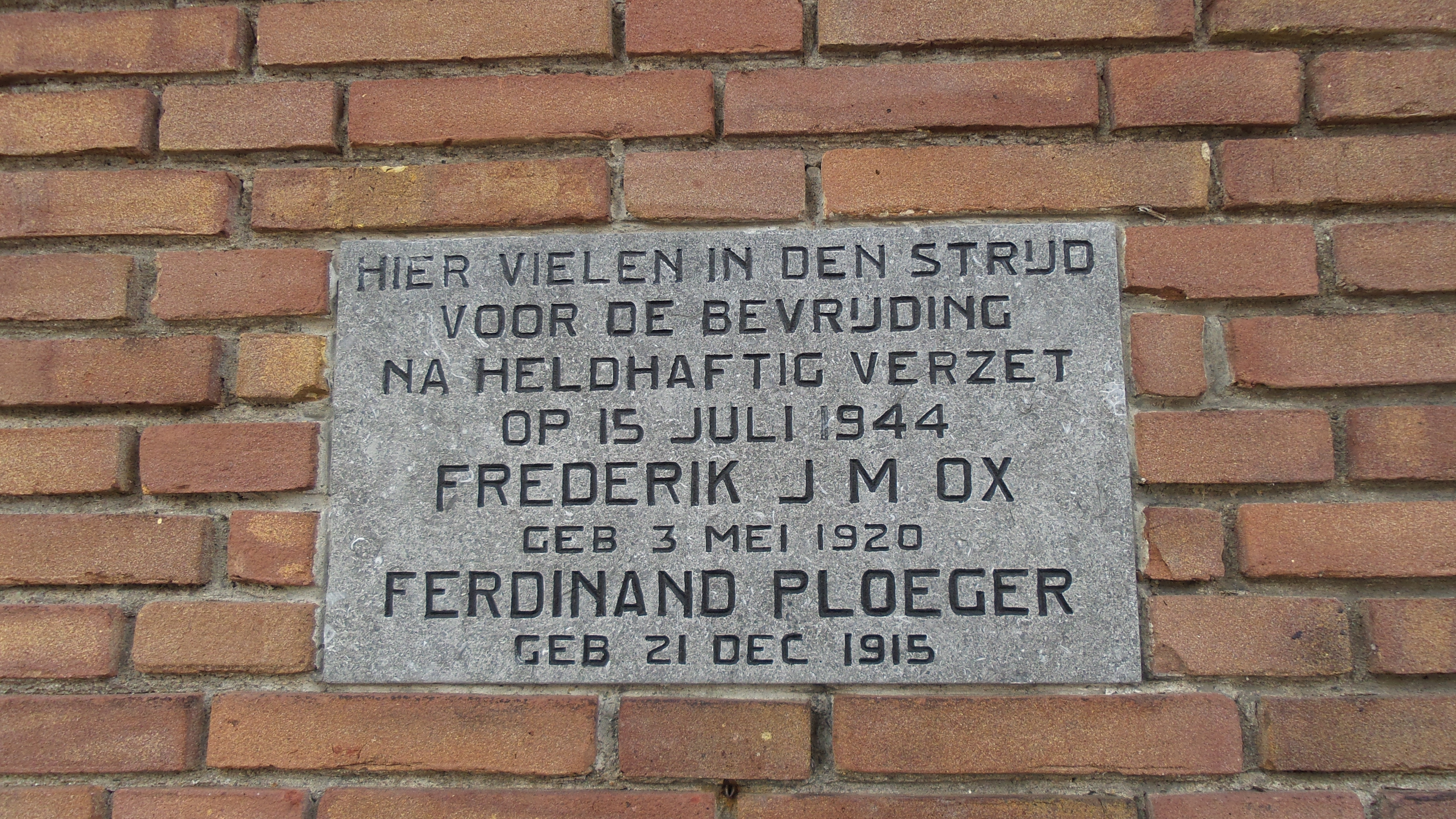
Plaquette voor Frederik J.M. Ox en Ferdinand Ploeger
tekst gedenkplaat:
Hier vielen in den strijd voor de bevrijding na heldhaftig verzet op 15 juli 1944
Frederik J.M. Ox geb 3 mei 1920
Ferdinand Ploeger geb 21 dec 1915